# Грива (Хвастовицький район)
Грива (рос. Грива) — село в Хвастовицькому районі Калузької області Російської Федерації.
Населення становить 0 осіб. Входить до складу муніципального утворення Село Милєєво.

## Історія
Від 2004 року входить до складу муніципального утворення Село Милєєво

## Населення
| 2002 | 2010 |
| ---- | ---- |
| 17   | ↘0   |